# IBM S/390
IBM S/390（IBM S/390 並列エンタープライズサーバー、IBM S/390 Parallel Enterprise Server）は、IBMが1994年から1998年の間に販売した、メインフレームコンピュータのシリーズである。なお、同時期の小型メインフレームであるIBM Multipriseも当記事で説明する。

## 概要
IBM S/390シリーズは、IBM ES/9000シリーズ後継の、IBMの当時の最上位のコンピュータである。ESA/390アーキテクチャを引き継ぎ、オペレーティングシステムはVSE/ESA、VM/ESA、MVS/ESA、TPFなどを稼働できる他、更にバイポーラからCMOSプロセッサによる並列処理（並列シスプレックス）に移行した。これにより1990年代には「滅び行く恐竜」とも例えられていたメインフレームの価格性能比が大幅に向上し、また設備面での省スペース、省電力、上位モデルを含めた水冷設備の完全廃止などが実現された。
IBM S/390シリーズ(9672)は、6世代（1G～6G）があり、CMOS移行は3Gからである。2000年にはLinuxのネイティブサポートが発表された。また2000年にzSeries、2006年に更にSystem zにブランド名称が変更された。
IBM Multipriseは、S/390をベースにした非常に小型のメインフレームで、IBM Multiprise 2000 と 3000 がある。

## モデル

### IBM S/390
IBM S/390シリーズ(9672)は、以下の6世代（1G～6G）がある。
- G1 – 9672-Rn1, 9672-Enn, 9672-Pnn
- G2 – 9672-Rn2, 9672-Rn3
- G3 – 9672-Rn4
- G4 – 9672-Rn5
- G5 – 9672-nn6
- G6 – 9672-nn7

世代によってCPUに命令が追加され、またバイポーラからCMOSに移行した。G1とG2はバイポーラで、G3とG4が最初のCMOS世代だがバイポーラモデルより低速だった。G5とG6でCMOSの性能がバイポーラに追いついた。

### IBM Multiprise
- IBM Multiprise 2000 - 1997年発表、型番は2003
- IBM Multiprise 3000 - 1999年発表、型番は7060、S/390 G5ベース

## 備考
- S/390の発表日（1994年4月5日）は、System/360の発表日（1964年4月7日(火曜日)）の、ちょうど30年後の4月の第1火曜日である。

- メインフレームのプロセッサのCMOS移行は、ルイス・ガースナー会長による「IBM建て直し」の成功例とされる事が多い。ただし著書「巨象も踊る」では、計画自体はガースナーがIBMに来る前からあり、それを検討し実行したと書かれている。

- 1994年～1999年、IBMと日立の提携で、IBMはS/390のCMOSプロセッサを日立に提供した[5]が、当初のCMOSは性能が低かったため、日立とアムダールはバイポーラによる高速なIBM互換メインフレーム開発に集中することで大成功を続けた。しかしS/390 G5,G6でCMOSの性能がバイポーラと逆転した影響で、日立は2000年に北米市場のメインフレーム市場から撤退し[6]、2001年にIBMとのCMOSプロセッサの共同開発を発表した[7]。またアムダールも2000年後半にはIBM互換メインフレームの開発中止を発表した。

## 参照
1. ↑  S/390 Parallel Enterprise Server - IBM
2. ↑  メインフレームは「滅び行く恐竜」にあらず - CIO Online
3. ↑  Linuxでメインフレームのカムバックへ踏み出すIBM
4. ↑  
Elliott, Jim (2004年8月17日). “"The Evolution of IBM Mainframes and VM"” (PDF).   SHARE Session 9140. 2007年10月21日閲覧。 Slide 28: "9672 to zSeries".
5. ↑  日本IBMトピックス - 日立と汎用機での技術協力を発表 - 日本IBM
6. ↑  日立が北米の事業方針を大転換、MFの新規営業を停止 - Nikkei BP
7. ↑  日立と米IBM、サーバ/メインフレーム分野での包括的な提携を開始